# Sphagemacrurus
Sphagemacrurus és un gènere de peixos actinopterigis de la família dels macrúrids i de l'ordre dels gadiformes.

## Taxonomia
- Sphagemacrurus decimalis (Gilbert & Hubbs, 1920)[2]
- Sphagemacrurus gibber (Gilbert & Cramer, 1897)[3]
- Sphagemacrurus grenadae (Parr, 1946)[4]
- Sphagemacrurus hirundo (Collett, 1896)[5]
- Sphagemacrurus pumiliceps (Alcock, 1894)[6]
- Sphagemacrurus richardi (Weber, 1913)[7]